# Naturschutzgebiet Siesel – Teilgebiet Auf dem Pütte
Koordinaten: 51° 13′ 46,5″ N, 7° 54′ 8″ O
Das Naturschutzgebiet Siesel – Teilgebiet Auf dem Pütte ist ein 6,5 ha großes Naturschutzgebiet (NSG) nordöstlich des Dorfes Siesel bzw. des Gewerbegebietes Siesel im Stadtgebiet von Plettenberg im Märkischen Kreis in Nordrhein-Westfalen. Das NSG wurde 1985 vom Kreistag des Märkischen Kreises mit dem Landschaftsplan Nr. 1 (Plettenberg-Herscheid-Neuenrade) ausgewiesen. Der Name war Naturschutzgebiet „Auf dem Pütte“ in der Lenneschleife beim Ortsteil Siesel, Stadt Plettenberg. Mit der 2. Änderung des Landschaftsplanes Nr. 1 (Plettenberg-Herscheid-Neuenrade) wurde das NSG 2012 erneut ausgewiesen und in Naturschutzgebiet Siesel – Teilgebiet Auf dem Pütte umbenannt. Nur durch die Bundesstraße 236 (B 236) getrennt liegt westlich das Naturschutzgebiet Siesel – Teilgebiet Jungfernsprung. Im Südwesten liegt nur ungefähr 450 m entfernt das Naturschutzgebiet Siesel – Teilgebiet Lenne. Während das Naturschutzgebiet Siesel – Teilgebiet Humme ungefähr 1.000 m südöstlich liegt.
Die Fläche des Naturschutzgebietes ist bereits seit 2004 Teil des FFH-Gebietes „Lennealtarm Siesel“ (DE-4713-301) mit 39 ha Größe.

## Gebietsbeschreibung
Bei dem NSG handelt es sich um einen den Altarm der Lenne Am Pütte, welcher heute an den Bach Wiebecke angeschlossen ist und einen anschließenden Eichen-Hainbuchenwald in der Flussaue. Am Lennealtarm kommen gefährdete Amphibien, Kleinmuscheln und Wasserinsekten, spezielle Gewässer- und Ufervegetation vor.

## Schutzzweck
Das Naturschutzgebiet wurde zur Erhaltung und Entwicklung eines Altarm der Lenne und einen anschließenden Eichen-Hainbuchenwald und als Lebensraum zum Schutz seltener und gefährdeter Tier- und Pflanzenarten ausgewiesen. Wie bei anderen Naturschutzgebieten in Deutschland wurde in der Schutzausweisung darauf hingewiesen, dass das Gebiet „wegen der landschaftlichen Schönheit und Einzigartigkeit“ zum Naturschutzgebiet wurde.
Unter Besondere Verbote wurde im Landschaftsplan aufgeführt „die bodenständigen Waldbereiche (Eichen-Hainbuchenwald) forstlich zu nutzen; ausgenommen bleibt die einzelstammweise Nutzung nach Maßgabe der Unteren Landschaftsbehörde“.